# SV Spakenburg
SV Spakenburg (en neerlandés y oficialmente Sportvereniging Spakenburg traducido como Club Deportivo Spakenburg) es un club de fútbol neerlandés de Spakenburg, un pueblo cercano a Bunschoten en la provincia de Utrecht. Fue fundado en 1931 y actualmente compite en la Tweede Divisie que es la Tercera División según el Sistema de ligas de los Países Bajos . Comparte una rivalidad con IJsselmeervogels, que también es de Spakenburg.

## Historia
El club fue fundado el 15 de agosto de 1931 como Stormvogels y pronto pasó a llamarse Windvogels. En 1947 se fusionó con un equipo de gimnasia local para convertirse en Sportverening Spakenburg. Se unió al Eerste Klasse en la temporada 1970-71 con el entrenador Joop van Basten, padre del legendario delantero holandés Marco van Basten , y consiguió su primer título de liga en 1974. Volvió a ser campeón en 1985, y también ganó el título general de la liga amateur holandesa, y en 1987, 2000 y 2008.
Se unió al Topklasse para su temporada inaugural en 2010. En su primera temporada, Spakenburg fue uno de los únicos tres clubes (los otros son Rijnsburgse Boys y FC Oss ) que se declararon elegibles para el ascenso a Eerste Divisie; a pesar de eso, Spakenburg no pudo clasificarse para la final de la competencia, ya que terminó la temporada regular en el segundo lugar detrás de sus rivales de la ciudad IJsselmeervogels. En la temporada 2015-16 el club logra el ascenso a las Tweede Divisie debido a las modificaciones que la convertian en la tercera división y dejaba a la Topklasse como cuarta división.
En la temporada 2022-23, el club tuvo un excelente rendimiento en la Copa de Países Bajos, logrando alcanzar la fase de semifinales tras eliminar al FC Utrecht en cuartos de final, siendo así el tercer club amateur del país en llegar a esta instancia.